# Bor (Sudan del Sud)
Bor (àrab: بور, Būr) és una ciutat del Sudan del Sud, capital de l'estat de Jonglei i del comtat de Bor. es troba a uns 190 km de Juba. La població s'estimava el 2006 en 26.800 habitants. La ciutat disposa d'una universitat (John Garang Memorial University) de Ciències i Tecnologia. Disposa d'un aeroport.

## Història
A Malek, un llogaret a 19 km al sud de Bor, es va establir la primera missió cristiana (de la Church Missionary Society) al modern Sudan del Sud per Archibald Shaw el desembre de 1905. Allí es va obrir la primera escola on va estudiar el primer bisbe anglicà del país, Daniel Deng Atong; el primer batejat de Bor fou John Aruor, el 1916. Fou centre administratiu pels dinkes durant el condomini del Sudan Angloegipci (1899 -1956). A Bor va esclatar la segona guerra civil sudanesa quan Kerubino Kuany Bol, un oficial sudista de l'exèrcit sudanès, es va revoltar a la ciutat.